# Dolichopeza thysbe
Dolichopeza thysbe är en tvåvingeart som beskrevs av Alexander 1948. Dolichopeza thysbe ingår i släktet Dolichopeza och familjen storharkrankar. Inga underarter finns listade i Catalogue of Life.